# Under a Funeral Moon
Under a Funeral Moon – trzeci album norweskiego zespołu muzycznego Darkthrone, nagrany w czerwcu 1993 roku i wydany jeszcze w tym samym miesiącu przez brytyjską wytwórnię płytową Peaceville Records. W czerwcu 1993 roku firma Peaceville Records wydała album na płycie kompaktowej w wersji z czarną płytą i z płytą z nadrukiem oraz wydanie na płycie gramofonowej z dołączonym plakatem. W 2003 roku ukazała się reedycja na płycie kompaktowej w formie digi-pack, wydawnictwo z dodatkową ścieżką multimedialną zawierającą wywiady z członkami zespołu. W 2005 roku nakładem Back on Black Records album ukazał się na płycie gramofonowej w formie picture-disc, w limitowanym do 2000 sztuk nakładzie.

## Lista utworów
| Nr | Tytuł utworu                         | Słowa  | Muzyka         | Długość |
| -- | ------------------------------------ | ------ | -------------- | ------- |
| 1. | „Natassja in Eternal Sleep”          | Fenriz | Nocturno Culto | 3:33    |
| 2. | „Summer of the Diabolical Holocaust” | Fenriz | Fenriz         | 5:18    |
| 3. | „The Dance of Eternal Shadows”       | Fenriz | Nocturno Culto | 3:44    |
| 4. | „Unholy Black Metal”                 | Fenriz | Zephyrous      | 3:31    |
| 5. | „To Walk the Infernal Fields”        | Fenriz | Fenriz         | 7:50    |
| 6. | „Under a Funeral Moon”               | Fenriz | Fenriz         | 5:07    |
| 7. | „Inn i De Dype Skogers Favn”         | Fenriz | Zephyrous      | 5:25    |
| 8. | „Crossing the Triangle of Flames”    | Fenriz | Fenriz         | 6:13    |
|    |                                      |        |                | 40:41   |

## Twórcy
- Ted "Nocturno Culto" Skjellum - śpiew, gitara basowa
- Ivar "Zephyrous" Enger - gitara prowadząca
- Gylve "Fenriz" Nagell - perkusja
- Vidar - inżynier dźwięku